# Fiordo De Dodes
El fiordo De Dodes es un fiordo en el noroeste de Groenlandia. Administrativamente pertenece al municipio de Avannaata.

## Geografía
El fiordo De Dodes se abre al sur, al este de los acantilados Crimson en el área de Cabo York, cerca del cabo mismo. Corre aproximadamente en dirección NO/SE por menos de 30 km (18,6 mi) y tiene algunas pequeñas calas o recovecos a lo largo de su orilla. La isla Salve está situada al este de su desembocadura. Junto a él, al este, se encuentra el fiordo Sidebriksfjord, separado de él por un promontorio. El fiordo está bordeado a ambos lados por mesetas glaciares.
|  |